# Капралов Володимир Васильович
Володи́мир Васи́льович Капра́лов (нар. 8 липня 1981, м. Вільнянськ, Запорізька область, Українська РСР — 31 березня 2017, м. Дніпро, Дніпропетровська область, Україна) — старший солдат Збройних сил України, учасник російсько-української війни.

## Біографія
Народився 1981 року в місті Вільнянську на Запоріжжі, у робітничій родині Людмили Миколаївни та Василя Васильовича Капралових. Закінчив міську школу № 3, потім навчався у Вільнянському професійно-технічному училищі, де здобув спеціальності маляра-штукатура та зварювальника. Працював на підприємствах ТОВ НВП «РІСТ», «Агрошляхбуд», молокозаводі, ТСЦ «Простор». До війни працював будівельником, їздив на заробітки до РФ.
Під час російської збройної агресії проти України у серпні 2015 року призваний за мобілізацією як доброволець. Виконував завдання на території проведення антитерористичної операції у складі 37-го окремого мотопіхотного батальйону «Запоріжжя». У лютому 2017 підписав контракт на військову службу в 92 ОМБр.
Старший солдат, гранатометник 92-ї окремої механізованої бригади, в/ч А0501, с. Клугино-Башкирівка, Харківська область.
12 березня 2017 року внаслідок мінометного обстрілу поблизу м. Мар'їнка на Донеччині дістав численні осколкові поранення голови, тулуба та кінцівок, закривши собою двох побратимів. Перебував у стані коми в Обласній клінічній лікарні ім. Мечникова у Дніпрі. 9 годин тривала операція з видалення осколків, ще понад два тижні Володимир боровся за життя, але 31 березня його серце зупинилося.
Похований 2 квітня на Павлівському кладовищі Вільнянська.
Мати померла навесні 2016 року, залишилися батько, сестра Ольга, син Олександр 2008 р.н.

## Нагороди та звання
- Указом Президента України від 2 вересня 2017 року № 259/2017, за особисту мужність і самовіддані дії, виявлені у захисті державного суверенітету та територіальної цілісності України, зразкове виконання військового обов'язку, нагороджений орденом «За мужність» III ступеня (посмертно)[4].
- Розпорядженням голови обласної ради від 27 листопада 2017 року № 514-н нагороджений відзнакою Запорізької обласної ради — орденом «За заслуги перед Запорізьким краєм» III ступеню (посмертно)[5].
- Рішенням виконавчого комітету Вільнянської міської ради від 14 вересня 2017 року № 106 присвоєне звання «Почесний громадянин міста Вільнянська» (посмертно).

## Вшанування пам'яті
8 травня 2018 року у Вільнянській гімназії «Світоч» відбулася урочиста лінійка, присвячена відкриттю пам'ятної дошки на честь колишнього учня школи Володимира Капралова.